# Eunidia rufulicornis
Eunidia rufulicornis là một loài bọ cánh cứng trong họ Cerambycidae.